# Blounce
Blounce – osada w Anglii, w hrabstwie Hampshire, w dystrykcie Hart. Leży 34 km na północny wschód od miasta Winchester i 67 km na południowy zachód od Londynu.